# Кросингс (Флорида)
Кросингс (енгл. The Crossings) насељено је место без административног статуса у америчкој савезној држави Флорида.

## Демографија
По попису из 2010. године број становника је 22.758, што је 799 (-3,4%) становника мање него 2000. године.
| Група             | 2000.          | 2010.          |
| Белци             | 8.001 (34,0%)  | 5.100 (22,4%)  |
| Афроамериканци    | 1.094 (4,6%)   | 1.059 (4,7%)   |
| Азијати           | 779 (3,3%)     | 579 (2,5%)     |
| Хиспаноамериканци | 13.219 (56,1%) | 15.803 (69,4%) |
| Укупно            | 23.557         | 22.758         |